# (100832) 1998 HS10
(100832) 1998 HS10 es un asteroide perteneciente al cinturón de asteroides, región del sistema solar que se encuentra entre las órbitas de Marte y Júpiter, descubierto el 17 de abril de 1998 por el equipo del Spacewatch desde el Observatorio Nacional de Kitt Peak, Arizona, Estados Unidos.

## Designación y nombre
Designado provisionalmente como 1998 HS10. 

## Características orbitales
1998 HS10 está situado a una distancia media del Sol de 2,264 ua, pudiendo alejarse hasta 2,687 ua y acercarse hasta 1,841 ua. Su excentricidad es 0,186 y la inclinación orbital 4,046 grados. Emplea 1244,96 días en completar una órbita alrededor del Sol.

## Características físicas
La magnitud absoluta de 1998 HS10 es 16,3. 